# Céline Amaudruz

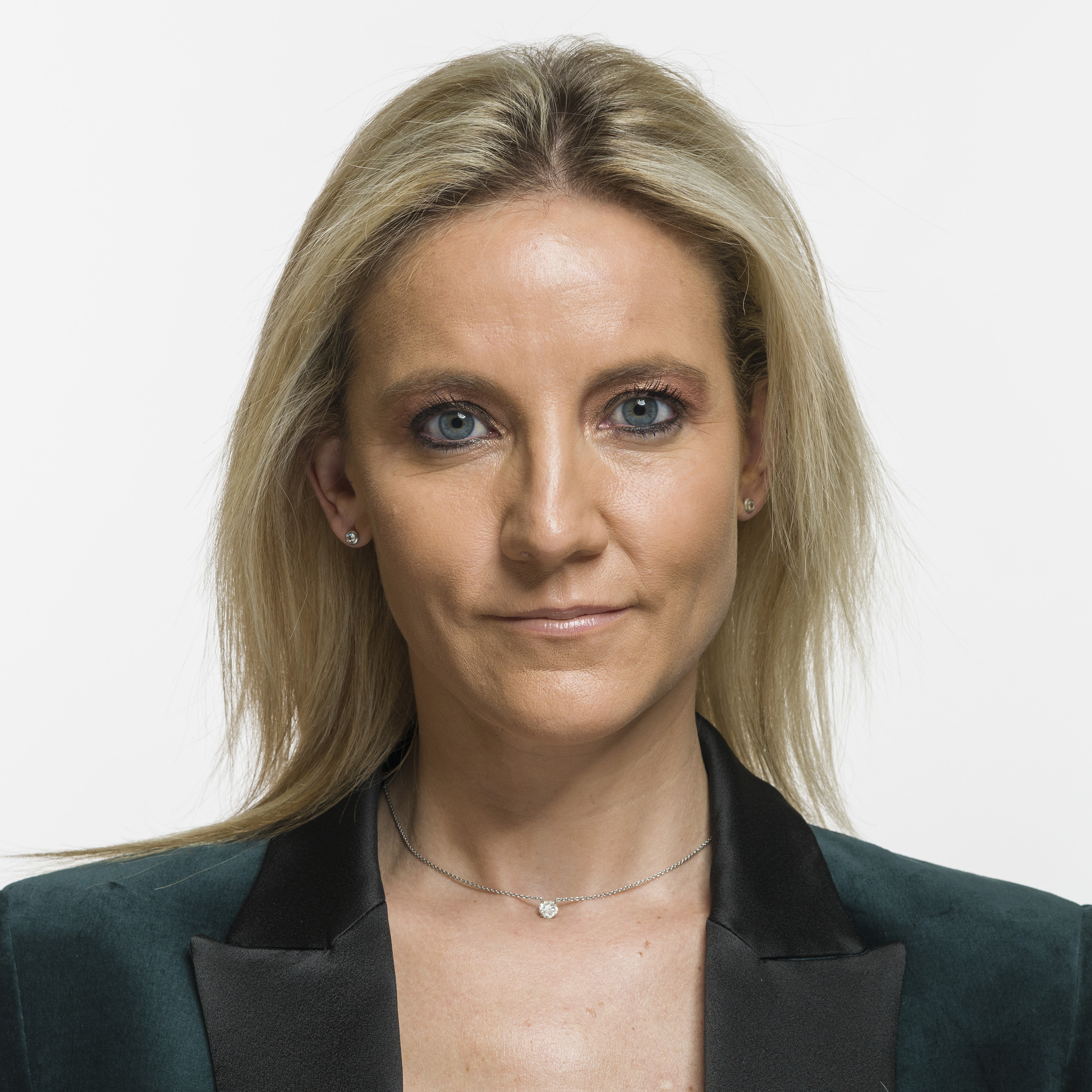
Céline Amaudruz (2019)

Céline Amaudruz (* 15. März 1979 in Genf; heimatberechtigt in Lutry) ist eine Schweizer Politikerin (SVP).

## Biografie
Amaudruz studierte Rechtswissenschaften und arbeitet als Vermögensverwalterin. Politisch begann sie ihre Karriere im Grossrat des Kantons Genf von Oktober 2009 bis Oktober 2011. Bei den Schweizer Parlamentswahlen 2011 wurde sie in den Nationalrat gewählt und 2015 wiedergewählt. Von 2011 bis 2015 hatte sie Einsitz im Gemeinderat (Legislative) der Gemeinde Puplinge. Ferner war Amaudruz von August 2010 bis April 2016 Kantonalpräsidentin der SVP Genf. Seit April 2016 ist sie Vizepräsidentin im nationalen Parteivorstand der Schweizerischen Volkspartei.
2013 forderte Amaudruz in einer am 23. September eingereichten Motion mit 20 Mitunterzeichnern, dass Menschen, die aufgrund von «schwerwiegenden Straftaten» verurteilt worden sind, ein elektronischer Chip implantiert werden soll, was eine abschreckende Wirkung auf potenzielle Wiederholungstäter habe. Der Bundesrat lehnte die Motion ab, der Nationalrat folgte dieser Empfehlung am 21. September 2015.
Im Mai 2023 wurde sie zur Verwaltungsratspräsidentin der Groupe Minoteries gewählt, wo sie zuvor als Vizepräsidentin amtierte.